# گاد راوسینگ
گاد راوسینگ (انگلیسی: Gad Rausing; ۱۹ مهٔ ۱۹۲۲ – ۲۸ ژانویهٔ ۲۰۰۰) باستان‌شناس، سرمایه‌دار و اهالی کسب‌وکار اهل سوئد بود.